# Earth and Fire
Earth and Fire (scritto talvolta Earth & Fire) è un gruppo di rock progressivo olandese, originario dell'Aja.
La formazione storica comprendeva Jerney Kaagman (voce), Ton van de Kleij (batteria), Hans Ziech al basso  e i fratelli Gerard (tastiere) e Chris Koerts (chitarra).

## Storia
Partiti come gruppo pop nel 1968, con il nome di Opus Gainfull, la formazione originale vede alla batteria Cees Kalis († 2006) e alla voce Lisette. A causa di problemi di salute, la cantante abbandonerà e verrà sostituita dalla Kaagman, scoperta da Barry Hay dei Golden Earring. Cambia anche il batterista ed il gruppo è pronto per incidere il primo album e seguire i Golden Earring in tour nel 1970. Proprio i contatti con il gruppo di Hay li portano a cambiare il loro suono.
Nel 1971 sono il primo gruppo olandese ad utilizzare il mellotron ed abbracciano definitivamente il progressive, dandone un'interpretazione assai personale. Le melodie sono malinconiche e tristi, simili a nenie infantili, condotte dalla strana voce della Kaagman. Un altro punto di forza della formazione è la batteria di van de Kleij. Nel 1975 per l'album To the World of the Future si ha un cambio di formazione: al basso arriva Theo Hurts.

Nel 1978 sfornano il loro più notevole successo internazionale, Weekend, con il quale il sound della band si allontana nettamente da quello degli anni precedenti, verso un nuovo stile pop-disco molto simile a quello degli svedesi ABBA. Nel 1981 realizzano un singolo che diventa sponsor del Rally di Montecarlo. Nel 1980 l'album Reality Fills Fantasy registra un altro cambio di formazione: al basso arriva l'ex Focus nonché marito della Kaagman Bert Ruiter, mentre alla batteria Ab Tamboer. Nel contempo la musica del gruppo si è via via ammorbidita fino ad arrivare al pop di Andromeda Girl (1981). Alla batteria torna van de Kleij, così come Ziech che affianca Ruiter al basso. L'anno seguente esce l'ultimo album del gruppo, ormai dedito al pop, In a State of Flux. La formazione è nuovamente cambiata: Chris Koerts lascia ed il suo posto viene preso da Ronnie Meylesl, Gerard Koerts torna a dedicarsi anche alla chitarra e si fa affiancare alle tastiere da Ton Scherpenzeel, torna Tamboer alla batteria e Ziech lascia di nuovo Ruiter da solo al basso.

Il gruppo si scioglie nel 1983, ma torna per una serie di concerti nel 1987. Nel 1989 esce un nuovo album, ma con una formazione orfana anche di Gerard Koerts: ad affiancare la Kaagman abbiamo Ruiter al basso, Age Kat alla chitarra, Jons Pistoor e l'ex Kayak Ton Scherpenzeel alle tastiere e Ab Tamboer alla batteria. Le nuove composizioni ad opera di Scherpenzeel sono decisamente pop e hanno ben poco a che vedere con il passato del gruppo, rappresentato solo dalla voce della cantante.

Nello stesso anno i gemelli Koerts realizzano un album strumentale incentrato sui sintetizzatori a nome Earth & Fire Orchestra, Frames.

## Discografia

### Album
- Earth and Fire (1970)
- Song of the Marching Children (1971)
- Atlantis (Earth and Fire) (1973)
- To the World of the Future (1975)
- Gate to Infinity (1977)
- Reality Fills Fantasy (1979)
- Andromeda Girl (1981)
- In a State of Flux (1982)
- Phoenix (1989)

### Singoli
- "Seasons / Hazy paradise" (1970)
- "Ruby is the one / Mechanical lover" (1970)
- "Wild and exciting / Vivid shady land" (1970)
- "Invitation / Song of the marching children" (1971)
- "Storm and thunder / Lost forever" (1971)
- "Memories / From the end till the beginning" (1972)
- "Maybe tomorrow, maybe tonight / Theme from Atlantis" (1973)
- "Love of life / Tuffy the cat" (1974)
- "Only time will tell / Fun" (1975)
- "Thanks for the love" (1975)
- "What difference does it make" (1976)
- "78th avenue / Dizzy raptures" (1977)
- "Weekend / Answer me" (1979)
- "Fire of love / Season of the falling leaves" (1980)
- "Rallye monte-carlo (Weekend) (1981)
- "Dream / Jerney's day off" (1981)
- "Tell me why / What more could you desire" (1981)
- "Love is an ocean / You" (1982)
- "Twenty four hours / Strange town" (1982)
- "Jack is back / Hide away" (1983)
- "The two of us / Love is to give away" (1983)
- "Frames" (1989)

## Componenti
- Manuela Berloth - Voce (1968-1969)
- Jerney Kaagman - Voce (1969-1983, 1987-1990)
- Chris Koerts - Chitarra (1968-1979)
- Johan Slager - Chitarra (1979)
- Ronnie Meyjes - Chitarra (1980-1983)
- Age Kate - Chitarra (1987-1990)
- Hans Ziech - Basso (1968-1974)
- Theo Hurts - Basso (1974-1978)
- Bert Ruiter - Basso (1978-1983, 1987-1990)
- Gerard Koerts - Tastiere (1968-1983)
- Ton Scherpenzeel - Tastiere (1987-1990)
- Jons Pistoor - Tastiere (1987-1990)
- Cees Kalis - Batteria (1968-1970)
- Ton van der Kleij - Batteria (1970-1978)
- Mark Stoop - Batteria (1990)
- Ab Tamboer - Batteria (1976, 1978-1983, 1987-1990)